# Los (film)
Los is een Vlaamse komische film uit 2008 van Jan Verheyen op een scenario van Bram Renders naar de gelijknamige roman van Tom Naegels.

## Verhaal
Los is een grappige film over serieuze dingen. Tom, een jonge, progressieve journalist, wil settelen met zijn vriendin, maar net dan kruist de beeldschone asielzoekster Nadia zijn pad. Ze haalt zijn emotionele leven volledig uit evenwicht. Op de krant vindt hij ook al geen evenwicht, want daar botsen zijn idealen meer en meer met de realiteit. Als dan ook nog een nieuwe leidersfiguur onder de allochtone jongeren opstaat, slaat zijn wereld helemaal op hol. Houdt zijn progressieve wereldbeeld stand in deze snel veranderende maatschappij, of wordt Tom even bitter als zijn verzuurde grootvader ?

## Rolverdeling
| Acteur          | Personage | Leeftijd | Rolbeschrijving |
| --------------- | --------- | -------- | --- |
| Pepijn Caudron  | Tom       | 28       | een hoger opgeleide tweeverdiener, een linkse grootstedeling, opgevoed in een socialistisch nest (beide ouders onderwijzer) en zelf ook het prototype progressief. In zijn ogen is de multiculturele samenleving een geslaagd feit, dat enkel door wat verzuurde mensen wordt bezoedeld. Hij werkt als reportage-journalist voor de stadsbijlage van de grootste krant van het land. Hij denkt dat hij gelukkig is met zijn leven : hij heeft een knappe, intelligente vriendin en discussieert graag met zijn gelijkgestemde vrienden over de grote wereldproblemen. Omdat Toms ouders gescheiden zijn en Tom vooral door zijn moeder werd opgevoed, ziet hij zijn grootvader Bob eigenlijk als een vaderfiguur, met wie hij vaak over (vooral politiek) in de clinch ligt. |
| Koen De Graeve  | Jonas     | 29       | beste vriend van Tom en persfotograaf. Hij is de tegenpool van Tom en wil vooral genieten van het leven en zich voor de rest geen zorgen maken. Carpe diem is zijn motto en zijn enige echte doel in het leven is zich amuseren. Hoewel, als puntje bij paaltje komt blijkt dat hij eigenlijk ook snakt naar het klassieke ideaal : een vriendin om samen oud mee te worden. Jonas en Tom zijn jeugdvrienden en Jonas staat altijd klaar om Tom op te vangen. Ze mogen dan nog zo verschillen : breng ze samen en ze amuseren zich rot en lachen om de stomste dingen. Bloedbroeders. |
| Sana Mouziane   | Nadia     | 25       | is een Pakistaans asielzoekster. Ze vluchtte weg uit haar dorp omdat ze verplicht uitgehuwelijkt zou worden. Nadia is zeer intelligent, maar kreeg thuis nooit de kansen om te studeren. De barre tocht van Pakistan naar België heeft enkele diepe littekens geslagen, maar het feit dat ze het gehaald heeft, is voor haar het belangrijkste. Haar zelfstandigheid en vrijheid is haar hoogste goed en ze zal niets of niemand deze laten ontnemen. Ze woont in een krottig appartementje in de Seefhoek in Antwerpen. Ze volgt vrijwillig een inburgeringscursus om het land en de taal beter te leren kennen. Daarnaast werkt ze in het zwart in de horeca. Cynisme en wantrouwen zijn haar vreemd. Ze staat zeer open voor de wereld en het leven, waardoor ze geregeld het deksel op de neus krijgt in onze maatschappij. Toch is ze niet naïef, maar gewoon blij met wat ze al uit het leven gehaald heeft. |
| Jaak Van Assche | Bob       | 75       | Toms grootvader, is het prototype Antwerpse Belangstemmer. Ooit was hij socialist in hart en nieren, een arbeider, diamantslijper, die telkens mee op de bres sprong en opkwam voor de rechten van de zwakkeren, de arbeiders, kortom : alle sociaal onderdrukten. Maar met de loop der jaren is zijn wereldbeeld langzaam verdonkerd. De komst van migranten en de snelle evolutie van de maatschappij kan hij moeilijk verteren. Sociale verworvenheden komen op de helling te staan en de duidelijke tweedeling van de wereld is niet meer. Zwart of wit is nu verschillende tinten grijs geworden. Voor Bob is dit geen positieve evolutie en hij begrijpt niet dat zijn kleinzoon dit niet ziet. Maar achter de laag verzuring zit toch een man die bereid is om nog een keer te strijden voor zijn idealen en opener staat voor de wereld dan op het eerste gezicht lijkt.                                   |
| Sofie Van Moll  | Tinne     | 27       | is al jaren de vriendin van Tom. Ze leerden elkaar kennen aan de universiteit. Het was geen liefde op het eerste gezicht, maar door gemeenschappelijke vrienden leerden ze elkaar kennen en plots ontstak de vlam. Tinne werkt op de communicatieafdeling van een groot bedrijf. Ze is zeer beredeneerd en houdt van regels en structuren. Ze schuwt verandering, maar als ze eenmaal een knoop doorgehakt heeft, gaat ze er 100% voor. Ze houdt van Tom en weet dat ze met hem oud wil worden. Haar biologische klok die begint te tikken versterkt dat gevoel nog. Soms snelt ze zichzelf voorbij, maar zelden met echt ernstige gevolgen. |

## Prijzen
- Beste scenario op het Internationaal Filmfestival van Caïro